# Алібеков Канатжан Байзакович
Канатжа́н Байза́кович Алібе́ков (каз. Әлібеков Қанатжан Байзақұлы) відомий також як Ке́ннет «Кен» Алібе́к (англ. Kenneth «Ken» Alibek) — вчений-мікробіолог, фахівець в галузі інфекційних захворювань та імунології, доктор біологічних наук. Полковник, один з відомих людей, які зупинили гонку біологічних озброєнь, автор книги «Обережно! Біологічна зброя!» (англ. «Biohazard»).

## Біографія
Народився Канатжан Алібеков в селі Каучук (нині Коксагиз) Тюлькубаського району Чимкентської області Казахської РСР у 1950 році. Ріс в Алма-Аті.
У 1975 році закінчив військовий факультет Томського медичного інституту за спеціальністю «інфекційні захворювання і епідеміологія» з присвоєнням військового звання лейтенант медичної служби та був прикомандирований до ВНВО «Биопрепарат», що займалося розробкою бактеріологічної зброї, направлений на одну з його наукових дослідно-виробничих баз у Бердську.

### Участь в радянській програмі розробки бактеріологічної зброї
З 1975 року Канатжан Алібеков працював в структурних підрозділах Всесоюзного НВО «Биопрепарат» (підприємство п/с А-1063) при Раді Міністрів СРСР, яке під виглядом виробництва медичних ліків і вакцин, вело секретні розробки і випробування біологічної зброї. У той час на трьох заводах «Биопрепарату» були створені наукові дослідно-виробничі бази. Алібеков був призначений на дослідно-виробничу базу Бердського заводу, а згодом переведений на вищу посаду на базу в Омутнінську, де швидко пройшов шлях від наукового співробітника до директора бази. У Омутінську Алібек опанував техніку формування поживних середовищ та оптимізації умов промислового лабораторного вирощування мікроорганізмів та виробництва їх токсинів, за час роботи захистив кандидатську дисертацію, розробивши у 1983 році бактеріологічну зброю на основі збудника туляремії — francisella tularensis.
Після створення у 1983 році в Степногорську Степногорської науково-виробничої бази (пізніше секретний Степногорський науково-технічний інститут мікробіології, містечко 19), призначений на посаду її керівника. У Степногорську Алібеков впровадив ефективну промислову лінію з серійного виробництва біологічних препаратів, яка могла використовуватися для виробництва бойових штамів сибірки. Очолив роботи над створенням біологічної зброї на основі вірусу Марбурга (варіант «У»). Захистив науковий ступінь доктора біологічних наук в галузі мікробіології за дослідження і розробку бактеріологічної зброї на основі туляремії і чуми, а також за розробку промислової технології виробництва бактеріологічної зброї на основі сибірської виразки.
У 1988 році переведений до Москви на посаду першого заступника начальника Головного управління «Биопрепарат», а у грудні 1990 він також очолив НВО «Біомаш» — найбільше підприємство «Биопрепарату» в Москві. Був науковим керівником програм з розробки бактеріологічної зброї та біологічного захисту. Проводив наукові дослідження в області імунології, біотехнології, біохімічного синтезу, а також гострих і хронічних інфекційних захворювань.

### Боротьба за ліквідацію бактеріологічної зброї в СРСР
У 1990 році Канатжан Алібеков підготував і направив Президенту СРСР Михайлу Горбачову доповідну записку про реорганізацію Міністерства медичної і мікробіологічної промисловості СРСР з пропозицією про закриття програми біологічної зброї в Радянському Союзі і припинення військових бактеріологічних розробок у НВО «Биопрепарат». Хоча Горбачов і схвалив цю пропозицію, в проект Алібекова таємно внесли зміни, в результаті чого указом Президента про припинення роботи «Биопрепарата» було запропоновано залишити виробничі потужності для можливого виробництва бактеріологічної зброї.
У 1991—1992 роках Канатжан Алібеков керував ліквідацією програми біологічної зброї в СРСР. Хоча він і був розчарований половинчатістю рішення керівицтва державою, Алібеков максимально використав свою позицію в «Биопрепараті» і повноваження, надані йому в указі президента: його зусиллями були закриті і демонтовані потужності з виробництва та випробувань бойових бактеріологічних препаратів на ряді науково-дослідних об'єктів, включаючи філії «Биопрепарату» в Степногорську, Кольцово, Оболенському та ряді інших, виробництво НВО «Біомаш» було переорієнтоване на випуск лікувальних медичних препаратів.
В 1991 році був одним з керівників комісії, яка інспектувала біологічні об'єкти США. Інспекція показала, що Сполучені Штати припинили військові бактеріологічні розробки на початку 1970-х років. Під час його перебування в США з інспекційною поїздкою Радянський Союз розпався. Невдовзі по поверненні в Москву, на початку 1992 року, Канатжан Алібеков звільнився з управління через незгоду з продовженням Російською Федерацією незаконних розробок в галузі біологічної зброї, а згодом, у жовтні того ж року, емігрував з сім'єю до США. В сучасній Росії Алібекова досі вважають зрадником, який розкрив підготовку СРСР до біологічної війни, а в США і в Європі — одним з найвидатніших людей, які зупинили гонку біологічних озброєнь.

### Кен Алібек: борець з біологічною зброєю і науковець
Отримавши громадянство США, Канатжан Алібеков спростив своє ім'я — став називатись Кеном (Кеннетом) Алібеком (англ. Ken (Kenneth) Alibek). Надав уряду Сполучених Штатів детальний звіт про радянську програму бактеріологічної зброї, в період з 1998 по 2005 рік неодноразово давав свідчення перед Конгресом, та іншими урядовими інстанціями з питань захисту від бактеріологічної зброї, медичного та технічного захисту від природних і штучних епідемій, зокрема у справі про епідемію сибірки в Єкатеринбурзі. Кен Алібек став одним з наукових керівників американської програми захисту від біологічної зброї та біологічного тероризму, опублікував кілька монографій і статей з медичного захисту від біологічної зброї та природних епідемій.  У 1999 році в співавторстві з журналістом-розслідувачем Стівеном Гандельманом (англ. Stephen Handelman) Алібек опублікував автобіографічну розповідь про свою роботу над радянською програмою біологічної зброї «Biohazard: The Chilling True Story of the Largest Covert Biological Weapons Program in the World — Told from Inside by the Man Who Ran it». У 2003 році в Москві вийшло російськомовне видання «Біохазарду» — книга отримала назву «Обережно! Біологічна зброя!». 
До 2006 року Кен Алібек — професор Університету Джорджа Мейсона, виконавчий директор Центру біологічного захисту — інноваційної програми для випускників біологічного факультету. Опублікував кілька книг з медичномго захисту від біологічної зброї та природних епідемій. Розробив і опублікував концепцію неспецифічного імунного захисту під час епідемій, а також принципи «зворотньої вакцинології» для створення синтетичних вакцин з використанням комп'ютерного моделювання. У 2001 році, перед початком війни в Іраку, свідчачи перед Конгресом Алібек заявив, що після розпаду СРСР радянські вчені могли передати Іраку спори сибірки і віспи і що «немає сумнівів в наявності у Саддама Хусейна зброї масового знищення». Однак в наступні роки, після капітуляції іракського режиму, не було знайдено жодних доказів на підтвердження тверджень Алібекова.
Роботу в університеті суміщав з бізнесовою діяльністю. У 1999 році він заснував зареєстровану в Ґейтерсбурзі, штат Меріленд, приватну компанію Advanced Biosystems, Inc., яка в листопаді 2004 змінила назву і стала називатись AFG Biosolutions, Inc.. Профіль фірми — біотехнологічна компанія, що здійснює розробку та виробництво рекомбінантних білків для терапевтичного застосування; розробляє антитіла для лікування сибірки, віспи, чуми та туляремії. Компанія розробляє рекомбінантні білки людини у вигляді біологічно активних фармацевтичних інгредієнтів. Експерти Американської медичної асоціації поставили під сумнів наукову довіру до розробок Алібека. Зокрема Дональд Гендерсон вважав, що Алібек використовував свою популярність для просування «Формули підтримки імунної системи доктора Кена Алібека» — харчової добавки. На його думку, нетрадиційний науковий підхід, яким керується Алібек, розробляючи продукт, який має захищати від смертельних вірусів і бактерій у вигляді суміші декількох препаратів — теорія, яка з біологічної точки зору не має сенсу….
Деякі дослідники припускають, що Кен Алібек свідомо перебільшував страхи перед біологічним тероризмом в США, прагнучи перш за все отримати комерційні прибутки з цього страху.

### 2006—2010. Бориспільський MaxWell-центр
У 2006 році бориспільський фармацевтичний завод знайшов двох інвесторів — ТОВ «Євразія-Фінанс» та ТОВ "Науково-виробничий онкологічний та кардіологічний центр «Макс-Велл»: Кен Алібек приїхав з США у Київ як президент американської компанії MaxWell Biocorporation, LLC, яка, за його словами мала на меті здійснення інвестицій у створення в Україні «науково-виробничого онкологічного і кардіологічного центру» (НВОКЦ) «Макс-Велл» Проект «Макс-Велл» мав включати чотири напрямки: мережу поліклінічних центрів, науково-виробничий фармацевтичний комплекс, науково-дослідницьку, а також просвітницьку і освітню діяльність серед фахівців і широких верств населення з метою зниження смертності від критичних захворювань.
Загальна сума капіталовкладень американської компанії MaxWell Biocorporation український проект мала сягнути понад $60 млн, що мало стати найбільшою інвестицією в охорону здоров'я у країнах СНД і Східної Європи. За словами професора Алібека, клініка «Макс-Велл» мала включати Центрі клітинної терапії з онкологічними та кардіологічними відділеннями, центр клітинних технологій, діагностичний центр, консультаційні пункти та пункти забору аналізів. У клініці плануєвалося впровадити принципово нові для України методи діагностики та лікування критичних захворювань — визначення молекулярних маркерів пухлин, застосування клітинної терапії, широке використання біотехнологічних препаратів. Клініко-діагностичний центр планувалося розташувати в Борисполі. В центрі планувалося здійснювати діагностику раку на запатентованому у 2006 році «Макс-Велл» інноваційному обладнанні. Виробничий комплекс «Макс-Велл» мав спеціалізуватися на виготовленні широкого переліку біофармацевтичних препаратів для лікування кардіологічних та онкологічних захворювань.
Презентація відкриття НВОКЦ «Макс-Велл» у Борисполі відбулася 5 квітня 2007 року за участі Кенната Алібека, посла США в Україні Вільяма Тейлора і мера Борисполя Анатолія Федорчука. 4 червня 2008 — відкриття комплексу лабораторій і центру фармацевтичних розробок науково-виробничого онкологічного та кардіологічного центру НВОКЦ «Макс-Велл». У церемонії відкриття також узяли участь посол США в Україні Вільям Тейлор і міністр торгівлі США Карлос Гутьєррес.
Спочатку інвестиції, вкладені в фармацевтичне підприємство в Борисполі вважалися цілком законними і «чистими». Однак у 2009 році Високий суд Лондона в рамках господарської справи «БТА-банк проти Аблязова» провів власне розслідування діяльності колишнього власника БТА-банку Мухтара Аблязова. Високий суд встановив, що компанії «Євразія-Фінанс» і «Макс-Велл» використовувалися для легалізації коштів, виведених з БТА-банку: фактично, завод в Борисполі був повністю відбудований за кошти БТА. Суд Лондона заборонив продавати активи Аблязова, в тому числі і бориспільський фармзавод. Але через «сіру» схему завод перейшов у власність російського олігарха, тоді депутата Державної Думи РФ, члена комітету з оборони і безпеки Ради Федерації Олександра Шишкіна, який контролює харківську фармацевтичну компанію «Здоров'я». Після провалу українського проекту Канатжан (Кен) Алібеков подався працювати у Казахстан.

### Діяльність у Казахстані
У 2010 році Алібеков повернувся на батьківщину в Казахстан. Він очолив кафедру хімії та біології Школи наук і технологій в «Назарбаєв Університеті», де займався розробками онкологічних препаратів і ліків для продовження життя. Потім Канатжан Алібеков був призначений головою правління Республіканського наукового центру невідкладної медичної допомоги, а також очолив Національний науковий центр онкології та трансплантології. Наприкінці 2011 вчений оголосив, що розробив нову методику лікування онкологічних захворювань на пізніх стадіях, — мова йшла не про створення нового препарату, а про використання вже відомих ліків. «Унікальність» методики полягала в тому, щоб спочатку відновлювати у онкохворих нормальні функції організму, імунну систему, а вже потім проводити хіміотерапію, — метод активно використовувався в рамках наукового проекту з онкології в Республіканському науковому центрі невідкладної допомоги.
В тому ж році було анонсоване будівництво Національного наукового онкологічного центру, який, за словами Кена Алібека, повинен був стати одним з провідних міжнародних онкологічних центрів з кращими фахівцями у відповідних галузях і передовими дослідженнями даного захворювання. Проект планувалося реалізується в рамках Програми розвитку онкологічної допомоги в Республіці Казахстан на 2012—2016 роки, на яку з республіканського бюджету було виділено 10,8 млрд теньге. В січні 2013 року Алібеков очолив Національний медичний холдинг Казахстану — пілотний проект з медичного обслуговування в Казахстані. Однак у тому ж році розгорівся скандал навколо онкохворих дітей, що масово заразилися гепатитом С в Національному центрі материнства і дитинства, який входив в медичний холдинг.
Після низки скандалів у 2014 році Кен Алібек написав заяву про розірвання контракту і повернувся в США.